# William Ruddiman

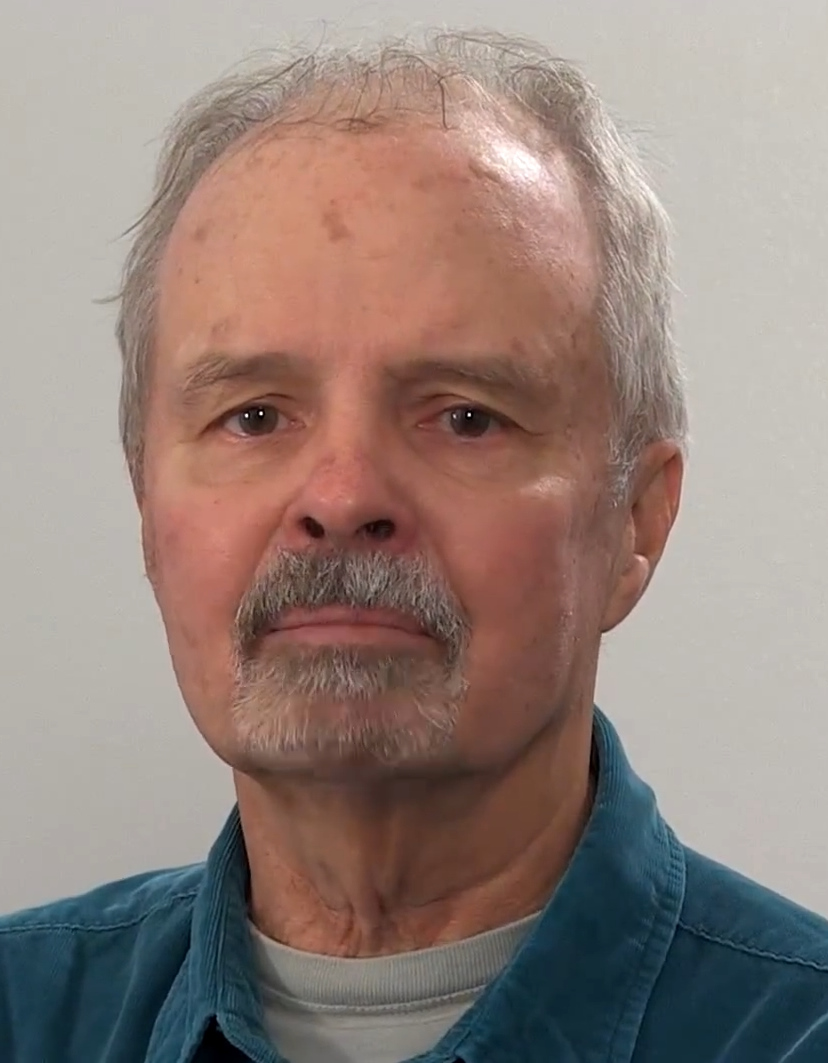
William Ruddiman (2015)

William F. Ruddiman (* 8. Januar 1943 in Washington, D.C.) ist ein US-amerikanischer Paläoklimatologe und Meeresgeologe. Er war bis zur Emeritierung Professor an der University of Virginia.
William Ruddiman studierte Geologie am Williams College mit dem Bachelor-Abschluss 1964 und wurde 1969 an der Columbia University in Meeresgeologie promoviert. Danach war er bis 1976 Senior Scientist und Ozeanograph am US Naval Oceanographic Office in Chesapeake Bay (Maryland) sowie von 1976 bis 1991 am Lamont-Doherty Earth Observatory der Columbia University, ab 1984 als Doherty Senior Research Scientist und von 1982 bis 1986 als stellvertretender Direktor. 1982/83 war er Leiter des CLIMAP (Climate Long range Investigation, Mapping and Prediction) Projekts der National Science Foundation. Ab 1991 war er Professor für Umweltwissenschaft an der University of Virginia, an dem er von 1993 bis 1996 Leiter der Fakultät für Umweltwissenschaften war und 2001 emeritiert wurde.
Er war an 15 ozeanographischen Expeditionen beteiligt, darunter als Ko-Leiter von 2 Expeditionen für Tiefseebohrungen. Bekannt wurde er vor allem für Forschungen zum Erdklima in der Vergangenheit. In den 1980er-Jahren veröffentlichte er die Theorie, dass die Hebung des tibetischen Plateaus und des Himalaya durch die verstärkte chemische Erosion und damit verbunden der Reduktion von Kohlendioxid in der Atmosphäre zur Abkühlung des Weltklimas in der letzten Eiszeit beitrug. Er vertrat auch die These, dass die regelmäßigen Monsunzyklen in Südasien Folge der Anhebung des Himalaya waren.
Insbesondere ist er aber für seine in den 2000er Jahren vorgebrachte These bekannt (Frühes-Anthropogen-Hypothese), dass die anthropogene Erwärmung des Weltklimas nicht erst mit der Industriellen Revolution ab dem 18. Jahrhundert begann, sondern schon mit der Entstehung intensiver Landwirtschaft vor rund 7000 Jahren. Diese verursachte frühe Treibhausgasemissionen, und zwar durch Entwaldung Emissionen von Kohlenstoffdioxid, durch Nassreisanbau und Viehhaltung solche von Methan. Ohne diese das Klima erwärmenden Einflüsse wäre die Erde nach Ruddiman wieder auf dem Weg in eine neue Eiszeit-Kaltphase.
2010 erhielt er die Lyell-Medaille. Ruddiman ist Fellow der Geological Society of America und der American Geophysical Union. 2012 erhielt er den Distinguished Career Award der American Quaternary Association und 2013 die Coppock Research Medal der Royal Scottish Geographical Society.

## Schriften
- Herausgeber: Tectonic uplift and climate change. Plenum Press, 1997.
- Plows, Plagues and Petroleum: How Humans Took Control of Climate. Princeton University, 2005 (mit einer populärwissenschaftliche Darstellung seiner These eines frühen menschlichen Klimaeinflusses).
- Earth's Climate, Past and Future. Freeman, 2. Auflage 2008 (akademische Einführung in das Thema Klimageschichte).
- Earth Transformed. Freeman, 2013.

Einige Aufsätze:
- mit J. E. Kutzbach: Plateau Uplift and Climate Change. In: Scientific American. Band 264, 1991, S. 66–74.
- mit Maureen E. Raymo, P. N. Froelich: Influence of late Cenozoic mountain building on ocean geochemical cycles. In: Geology. 16, 1988, S. 649–653.
- The Anthropogenic Greenhouse Era Began Thousands of Years Ago. In: Climatic Change. 2003 (hier stellt er erstmal die Hypothese vom frühen anthropogenen Klimaeinfluss vor).